# عبد القادر والي
عبد القادر والي، 3 أبريل 1952 في ولاية مستغانم ، سياسي جزائري. وكان وزير الأشغال العامة ثم الموارد المائية والبيئة في حكومات سلال.

## سيرة
لقد أدار الولايات، كفل الأمن الداخلي للبلاد عندما كان أمينًا عامًا لوزارة الداخلية. 
بدأ في أسفل السلم، رئيس ولاية بجاية ، رئيس الدايرة إلى صيدا و القليعة والدراسة ومستشار التوليف إلى رئاسة الجمهورية، والي تلمسان، الجزائر العاصمة، سطيف، تيزي وزو، باتنة والأمين العام لوزارة الداخلية قبل تقاعده. 

## وظائف
وظائفها الرئيسية هي  : 
1. مدير الديوان ولاية بجاية (  1980  1984 ).
2. رئيس الدائرة في الحساسنة في ولاية سعيدة (  1984  1986 ).
3. رئيس الدائرة  القليعة في ولاية تيبازة (  1986  1990 ).
4. مسؤول عن الدراسات وتجميع في مكتب رئاسة الجمهورية  1990  1991 ).
5. والي تلمسان (  1991  1994 ).
6. والي الجزائر العاصمة (  1994  1995 ).
7. والي سطيف (  1995  1999 ).
8. والي تيزي وزو (  1999  2001 ).
9. والي باتنة (  2001  2005 ).
10. الأمين العام ل وزارة الداخلية (  2005
11. وزير الاشغال العمومية  : ( 22 مارس - 22 مارس ).
12. وزير الموارد المائية والبيئة  : ( 22 مارس - 22 مارس ).